# Риис, Кристина
Кристина Риис (норв. Kristine Riis; 3 августа 1982, Норвегия) — норвежская актриса
 радио и телевидения.

## Биография

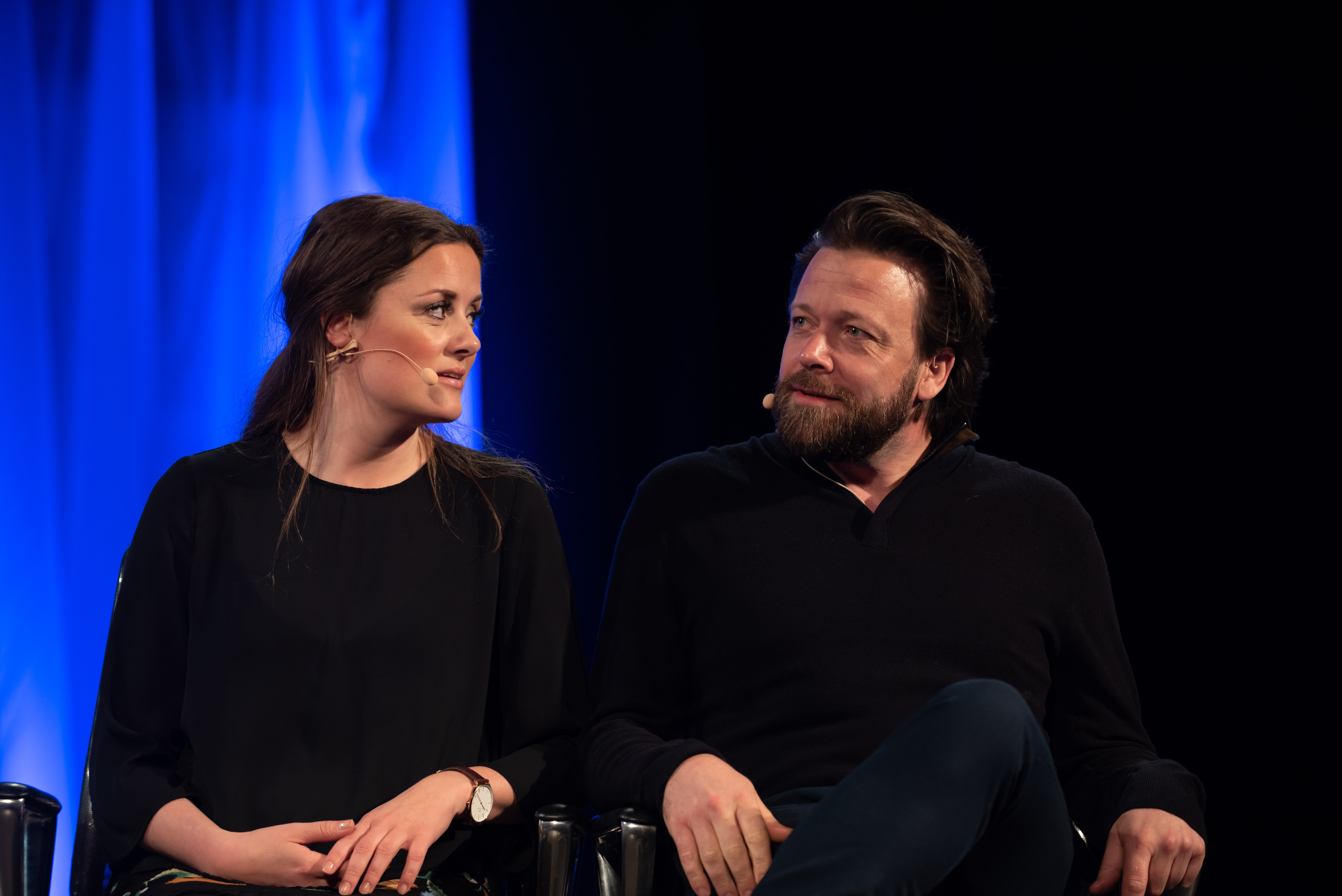
Кристина Риис и актёр Коре Конради

Изучала журналистику. Была ведущей на 3-м канале Норвежской вещательной корпорации. Работала менеджером программы Просыпайтесь на шведском радио. С весны 2015 года — постоянный член отдела развлекательных программ на Первом канале Норвежской вещательной корпорации.
Амплуа — комик.
Снимается на телевидении. С 2016 года участвует в съёмках телесериала «Северяне» в роли Лив.
В 2017–2018 годах вела ток-шоу Lørdagsrådet на телевидении.

## Избранная фильмография
| Год       | Название                 | Роль            | Notes       |
| --------- | ------------------------ | --------------- | ----------- |
| 2007–09   | Drillpikene              | Herself         |             |
| 2011      | Nissene over skog og hei | Benedicte       | 24 эпизода  |
| 2012/2016 | Nytt på nytt             | Herself         | 2 эпизода   |
| 2015–16   | Underholdningsavdelingen | Herself/various | 20 эпизодов |
| 2016–2020 | Северяне                 | Лив             | 18 эпизодов |
| 2017–18   | Lørdagsrådet             | Herself         |             |

## Личная жизнь
В 2017 году подтвердила свои отношения с комиком Джоном Никласом Рённингом. В мае 2019 года родила сына Чарли. Осенью 2019 года отношения пары распались.